# Cheepskates
Cheepskates était un groupe américain de rock des années 1980. Ils connurent un succès d'estime pour leur premier album Run Better Run. L'album contenait un hit potentiel qui a donné son titre à l'album. Run Better Run est écrit par Shane Faubert, ce titre a été édité deux fois en 45 tours. Malgré une carrière de plus de six ans et autant d’albums, deux Ep's et quelques singles ils ne connurent plus vraiment de succès au-delà d’un groupe restreint de fans.
Formé et dirigé par le chanteur pop  Shane Faubert (chant, guitares, claviers), ils font partie de la scène Garage rock de la cote est des États-Unis. Ils sortent deux albums au son très influencé par le protopunk, Run Better Run et Second and Last, avant de se séparer.
Puis dans la foulée, Faubert reforme le groupe en trio cette fois-ci et s’oriente vers un son plus Power Pop. Deux nouveaux albums studio suivront, puis un Live enregistré à Berlin.
Deux EP, ou mini-albums, sont également édités chez Music Maniac : Songs Vol. 1 Perry Como (1989) et Songs Vol. 2 The Residents  (1992)
Un dernier album, Confessional, sort en 1990 avant la séparation définitive du groupe.
Shane Faubert continue par la suite en solo, dans un style Pop Baroque et Folk Rock. Il enregistre également avec le groupe The Next Big Thing.

## Membres du groupe
- Shane Faubert (Auteur, compositeur, chant, guitares, claviers)
- Lane Steinberg
- David Herrera
- Jeremy Lee
- Rich Punzi

## Discographie
- Run Better Run (1984, Midnight Records)
- Second and Last (1986, Midnight Records)
- Remember (1987, Music Maniac)
- It Wings Above (1988, Music Maniac)
- Waiting for Unta (1989, Music Maniac), album Live
- Confessional (1990, Music Maniac)

EP
- Songs Vol. 1 Perry Como (1989)
- Songs Vol. 2 The Residents (1992)